# Tvrziště
Tvrziště je výraz označující místo, kde stojí nebo stála tvrz (podobně jako například hradiště – hrad, nebo městiště – místo/město).
Z archeologického hlediska lze tvrziště, jako pozůstatek tvrze, charakterizovat jako antropogenní, tedy lidskou činností vzniklý terénní útvar. Zpravidla jej tvoří pahorek (tvořený zčásti sutí zaniklých staveb tvrze, někdy v podobě suťového kužele) obklopený pozůstatky zemního opevnění (suchý nebo vodní příkop, val), nebo v případě vodní tvrze vodní plochou.